# 하리마야 브릿지
하리마야 브릿지(The Harimaya Bridge)는 일본에서 제작된 아론 울폴크 감독의 2009년 드라마 영화이다. 베넷 길로리 등이 주연으로 출연하였고 아론 울폴크 등이 제작에 참여하였다.

## 출연

### 주연
- 베넷 길로리
- 시미즈 미사

### 조연
- 대니 글로버
- 야마자키 하지메
- 시라이시 미호
- 호노카
- 니나가와 미호
- 키타미 토시유키
- 하마다 아키라
- 리코 E. 앤더슨
- 오리모토 준키치
- 타카오카 사키

## 제작진
- Line PD: 나카바야시 치카코
- 공동제작: 키이 무네유키
- Ass-PD: 리 루드닉키